# Liste der Naturdenkmale in Otterstadt
Die Liste der Naturdenkmale in Otterstadt nennt die im Gemeindegebiet von Otterstadt in Rheinland-Pfalz ausgewiesenen Naturdenkmale (Stand 30. März 2013).

## Naturdenkmale
| Nr.         | Bezeichnung                | Lage                                                                           | Beschreibung                                       | Bild                                    |
| ----------- | -------------------------- | ------------------------------------------------------------------------------ | -------------------------------------------------- | --------------------------------------- |
| ND-7338-330 | Wildrebe                   | östlich des Ortes am Rhein; Abteilung Angelwald Lage                           | Vitis vinifera subsp. sylvestris                   | Direkt Bild zu diesem Denkmal hochladen |
| ND-7338-331 | Rech am alten Speyerer Weg | südlich des Ortes; Fluren Hohe Rechgewanne und Rechte Speyerer Weggewanne Lage | langgestrecktes Gehölz; flächenhaftes Naturdenkmal | Direkt Bild zu diesem Denkmal hochladen |
| ND-7338-332 | Linde am Flurstein         | Im Hellgarten, am nördlichen Ortsrand Lage                                     | Tilia sp.                                          | Fotos hochladen                         |
| ND-7338-342 | Wildbirne im Angelwald     | östlich des Ortes am Rhein; Abteilung Angelwald Lage                           | Pyrus pyraster                                     | Direkt Bild zu diesem Denkmal hochladen |

## Ehemalige Naturdenkmale
| Nr. | Bezeichnung   | Lage                        | Beschreibung          | Bild                                    |
| --- | ------------- | --------------------------- | --------------------- | --------------------------------------- |
|     | Schwarzkiefer | Ringstraße, bei Nr. 75 Lage | Pinus nigra; gelöscht | Direkt Bild zu diesem Denkmal hochladen |